# Olha Beresnjewa
Olha Oleksandriwna Beresnjewa (ukrainisch Ольга Олександрівна Береснєва; * 12. Oktober 1985 in Mariupol) ist eine ukrainische Schwimmerin.
Beresnjewa nahm an den Olympischen Spielen 2000 und 2004 teil, wo sie über 400 und 800 m Freistil jeweils in den Vorläufen ausschied. Später wechselte sie auf die Langdistanz und gewann bei den Schwimmeuropameisterschaften 2010 die Goldmedaille über 25 km. 2011 erreichte sie bei den Schwimmweltmeisterschaften den vierten Platz. Bei den Olympischen Spielen 2012 in London wurde sie Siebte über 10 km.  Bei den Freiwassereuropameisterschaften 2012 wurde sie im Teamwettbewerb Sechste. Nach nachträglichen Analysen der Dopingproben von London, bei denen Epo gefunden wurde, wurde sie 2015 vom IOC rückwirkend gesperrt und ihr Ergebnis gestrichen.